# Flora (Tiziano)
Flora es una pintura al óleo de Tiziano, pintor italiano de la escuela veneciana, fechada en 1515 y actualmente conservada en la Galería Uffizi de Florencia.

## Historia
La obra fue reproducida en numerosos grabados en el siglo XVI. Más tarde, pasaría por varias manos en Bruselas y Viena. En el siglo XVII, el cuadro perteneció al embajador de España en Ámsterdam, Alfonso López; fue reproducido al aguafuerte por Joachim von Sandrart y una inscripción al pie de la imagen citaba a López como su propietario. En esa época fue tomado como modelo por Rembrandt para su retrato Saskia como Flora (1635) de la National Gallery de Londres. Luego pasó a manos del archiduque Leopoldo Guillermo de Austria. Más tarde, junto con el grueso de la colección del archiduque, pasó al Museo de Historia del Arte de Viena, y en 1793 fue una de las obras que dicho museo entregó a la Galería Uffizi de Florencia en un atípico acuerdo de intercambio, facilitado por los nexos familiares entre los gobernantes de ambos reinos. El museo vienés era muy rico en pintura alemana y veneciana, secciones entonces poco representadas en los Uffizi, mientras que el museo italiano ofreció a Viena varios ejemplos de pintura florentina.
En el siglo XVIII, Flora fue atribuida falsamente a Palma el Viejo.

## Descripción
Representa a una bella mujer idealizada, modelo establecido en la escuela veneciana del maestro de Tiziano, Giorgione con su Laura. Su mano izquierda sostiene un abrigo rosa, mientras que la otra sostiene un puñado de flores y hojas.
La mujer fue pintada por Tiziano en muchas otras obras en esa época, como la Mujer ante el espejo, Vanidad, Salomé, Venus Anadiómena y Violante, así como algunas Conversaciones sagradas. El significado de la pintura está en disputa: algunos, basándose en inscripciones añadidas sobre las reproducciones del siglo XVI, identifican a la mujer con una cortesana; otros la consideran al contrario un símbolo del amor nupcial, aunque su vestido no es realmente el símbolo. La identificación con Flora, la antigua diosa de la primavera y la vegetación, proviene de la presencia de flores primaverales en sus manos.